# هاینزندرف بای اودراو
هاینزندرف بای اودراو (به آلمانی: Heinzendorf bei Odrau) دهکده‌ای است بسیار کوچک در کشور چک. طبق آمار سال ۱۳۸۰، این دهکده دارای ۵۸ خانه و ۲۳۲ نفر جمعیت است.